# Mario Kopić
Mario Kopić (Dubrovnik, 13 marzo 1965) è un filosofo, saggista e traduttore croato.
I campi di ricerca filosofica di Mario Kopić vanno dalla ontologia alla etica, dalla filosofia della religione alla estetica.

## Biografia
Mario Kopić è nato 1965 a Ragusa, nell'allora Repubblica Socialista Federale di Jugoslavia, da una famiglia di origine croata e italiana. Ha studiato filosofia e letteratura comparata all'Università di Zagabria e all'Università di Lubiana, storia delle idee all'Università libera di Berlino (con il prof. Ernst Nolte) e antropologia culturale presso l'Università degli Studi di Roma La Sapienza. È stato ricercatore a contratto presso l'Istituto di Studi Umanistici di Lubiana. Kopić è membro del Comitato Scientifico della Rete Scientifica TERRA (Parigi). Influenzato da Martin Heidegger, Hannah Arendt, Jacques Derrida, Giorgio Agamben e Gianni Vattimo, Mario Kopić ha inoltre tradotto in croato molte opere di Gianni Vattimo, Giorgio Agamben, Giorgio Colli e Umberto Galimberti.

## Pensiero
Nei suoi scritti filosofici, a partire dalla nozione heideggeriana di differenza ontologica, Kopić ha posto il problema di un pensiero postmetafisico che nella ormai compiuta frantumazione delle certezze della metafisica deve riuscire a farsi espressione di una concezione dell'essere come finitezza. Kopić sviluppa un pensiero postmetafisico, incentrato sul concetto di ''lasciar essere'', che parte della constatazione secondo cui non c'è una verità sulla verità, ossia che l'essere è essenzialmente mancante. Questo pensiero lo porta molto vicino alla decostruzionismo di Jacques Derrida e alla psicanalisi di Jacques Lacan, ma per approdare in una visione della sacralità e inviolabilità dell'ente in quanto ente nel suo ''mero essere''. Kopić anche tende a superare l'umanismo e nazionalismo andando alla ricerca dell'umanità post-antropocentrica. Kopić si occupò di Dante nello scritto L'altro mondo secondo Dante (2021) e ritiene che il concetto di amore, inteso come agapé, è la pura buona volontà che in ultima analisi è volontà di potenza, vale a dire, è riconducibile a ciò che costituisce l'essenza della metafisica.

## Opere

### Saggi
- Con Nietzsche sull'Europa (S Nietzscheom o Europi), Zagabria, 2001. ISBN 953-222-016-X
- Friedrich Nietzsche e Julius Evola: Il pensiero come destino, Roma, 2001.
- Processo all'Occidente (Proces Zapadu), Dubrovnik, 2003. ISBN 953-7089-02-9
- Le sfide della post-metafisica (Izazovi post-metafizike), Sremski Karlovci, Novi Sad, 2007. ISBN 978-86-7543-120-6
- L'inguaribile ferita del mondo (Nezacjeljiva rana svijeta), Zagreb, 2007. ISBN 978-953-249-035-0
- Dušan Pirjevec: La morte e il nulla (Smrt i niština), Mario Kopić (a cura di), Zagabria, 2009. ISBN 978-953-225-124-1
- Il sestante. Schizzi sui fondamenti spirituali del mondo (Sekstant. Skice o duhovnim temeljima svijeta), Belgrado, 2010. ISBN 978-86-519-0449-6
- Le pulsazioni dell'altro (Otkucaji drugoga), Belgrado, 2013. ISBN 978-86-519-1721-2
- Finestre. Saggi sull'arte (Prozori. Ogledi o umjetnosti), Dubrovnik, 2015. ISBN 978-953-7835-24-8
- Il buio nella pupilla del sole. Saggi filosofici (Tama u zjenici sunca. Filozofski ogledi), Dubrovnik, 2018. ISBN 978-953-7835-43-9
- Il desiderio e la tendenza (Žudnja i stremljenje), Zagabria, 2018.  ISBN 978-953-341-117-0
- Contro l'ovvio (Protiv samorazumljivosti), con Vedran Salvia, Dubrovnik, 2020. ISBN 978-953-7835-57-6
- L'altro mondo secondo Dante (Prekogroblje po Danteu), Zagabria, 2021. ISBN 978-953-341-219-1
- L'inguaribile sguardo della parola (Neizlječivi pogled riječi), Dubrovnik 2023. ISBN 978-953-7835-74-3
- Studi sull'amore e sulla morte. Platone, Dante, Dostoevskij, Derrida (Etide o ljubavi i smrti. Platon, Dante, Dostojevski, Derrida), Belgrado 2023. ISBN 978-86-80640-79-2
- Ritornare alla meraviglia (Povratak čuđenju), Belgrado 2024. ISBN 978-86-80640-98-3
- Incidenti (Usputice), Dubrovnik 2025. ISBN 978-953-7835-84-2

### Traduzioni
- Gianni Vattimo, Il libro di lettura (Čitanka), Zagabria, 2008. ISBN 978-953-249-061-9
- Gianni Vattimo, La fine della modernità (Kraj moderne), Zagabria, 2000. ISBN 953-150-556-X
- Giorgio Agamben, Homo sacer, Zagreb, 2006. ISBN 953-7372-01-4
- Giorgio Agamben, Quel che resta di Auschwitz (Ono što ostaje od Auschwitza), Zagabria, 2008. ISBN 978-953-249-059-6
- Gianni Vattimo, Credere di credere (Vjerovati da vjeruješ), Belgrado, 2009. ISBN 978-86-86525-14-7
- Giorgio Agamben, Il tempo che resta (Vrijeme što ostaje), Zagabria, 2010. ISBN 978-953-249-100-5
- Umberto Galimberti, L'ospite inquietante: il nichilismo e i giovani (Neugodni gost: nihilizam i mladi), Zenica, 2013. ISBN 978-9958-639-41-8
- Giorgio Agamben, L'aperto. Uomo e l'animale (Otvoreno. Čovjek i životinja), Čačak-Belgrado, 2014. ISBN 978-86-83507-98-6
- Giorgio Agamben, Che cos' è il contemporaneo? (Što znači biti suvremen?), Belgrado, 2019. ISBN 978-86-81042-17-5
- Giorgio Agamben, Che cos' è il dispositivo? (Što je dispozitiv?), Belgrado, 2019. ISBN 978-86-81042-16-8
- Leonardo da Vinci, I pensieri rinascimentali (Renesansne misli), Koprivnica, 2019, ISBN 978-953-320-122-1
- Niccolo Machiavelli, I pensieri politici (Političke misli), Koprivnica 2020, ISBN 9789533201283
- Giorgio Colli, La nascita della filosofia (Rođenje filozofije), Čačak-Belgrado 2022, ISBN 978-86-89901-95-5